# Natural Born Hippies
Natural Born Hippies é um grupo masculino de pop rock dinamarquês.

## História
A banda foi formada em 1997 em Randers, Dinamarca . Os músicos Dan Hougesen, Sune Thorbjornsen, Bo Christensen e Tom Lindby se conheceram naquele ano e assinaram contrato com a Iceberg Records. O cover de "Lola (If You Ever)" alcançou o número 72 na Alemanha, bem como o número 25 na Itália. Mais tarde, eles lançaram "Popshit" como seu álbum de estreia em 1999 e foi relançado em 2000.
Em 2001, eles lançaram seu segundo álbum e uma música intitulada "I Don't Care". A canção quatro anos depois, em 2006, "Best Looking Guy in Town" foi lançada como single e foi usada como parte da trilha sonora do videogame vinculado ao filme da Pixar, Carros. Seu próximo álbum, In Your Dreams, foi produzido por Lutz Rahn e Mark Wills. Seu cover de "Get It On" de T. Rex alcançou a posição 92 nas paradas na Alemanha.
Em 2018, eles lançaram "Mandela Under the Sun" como single, e a canção foi usada como tema do Nelson Mandela Library Project na África do Sul. Eles também estrearam o single durante Go Morgen Danmark e foi colocado como número 2 nas paradas dinamarquesas Viral Spotify.

## Discografia
Álbuns
- Eu não me importo (2001)
- Em seus sonhos (2002)
- Chamadas para despertar (2004)

Músicas
- "O cara mais bonito da cidade" (2001)
- "Aceite" (2002)
- "Mandela Sob o Sol" (2018)